# Apheliona xerophila
Apheliona xerophila är en insektsart som beskrevs av Irena Dworakowska 1994. Apheliona xerophila ingår i släktet Apheliona och familjen dvärgstritar.
Artens utbredningsområde är Taiwan. Inga underarter finns listade i Catalogue of Life.